# Sutoku
L'empereur Sutoku (崇徳天皇, Sutoku Tennō, 7 juillet 1119 – 14 septembre 1164) était le 75e empereur du Japon, selon l'ordre traditionnel de la succession, et a régné nominalement de 1123 au 5 janvier 1142, le pouvoir étant dans les faits exercé par son arrière-grand-père, l'empereur retiré Shirakawa, puis par son père l'empereur retiré Toba. Son nom personnel était prince Akihito (顕仁, à noter que les kanjis composant son nom sont différents de ceux de l'empereur Akihito).

## Généalogie
Sutoku était le fils aîné de l'empereur Toba et de Fujiwara no Shoshi. Selon certains vieux livres[pas clair], Sutoku ne serait en fait pas le fils de Toba mais du grand-père de celui-ci, l'empereur Shirakawa. 

## Biographie

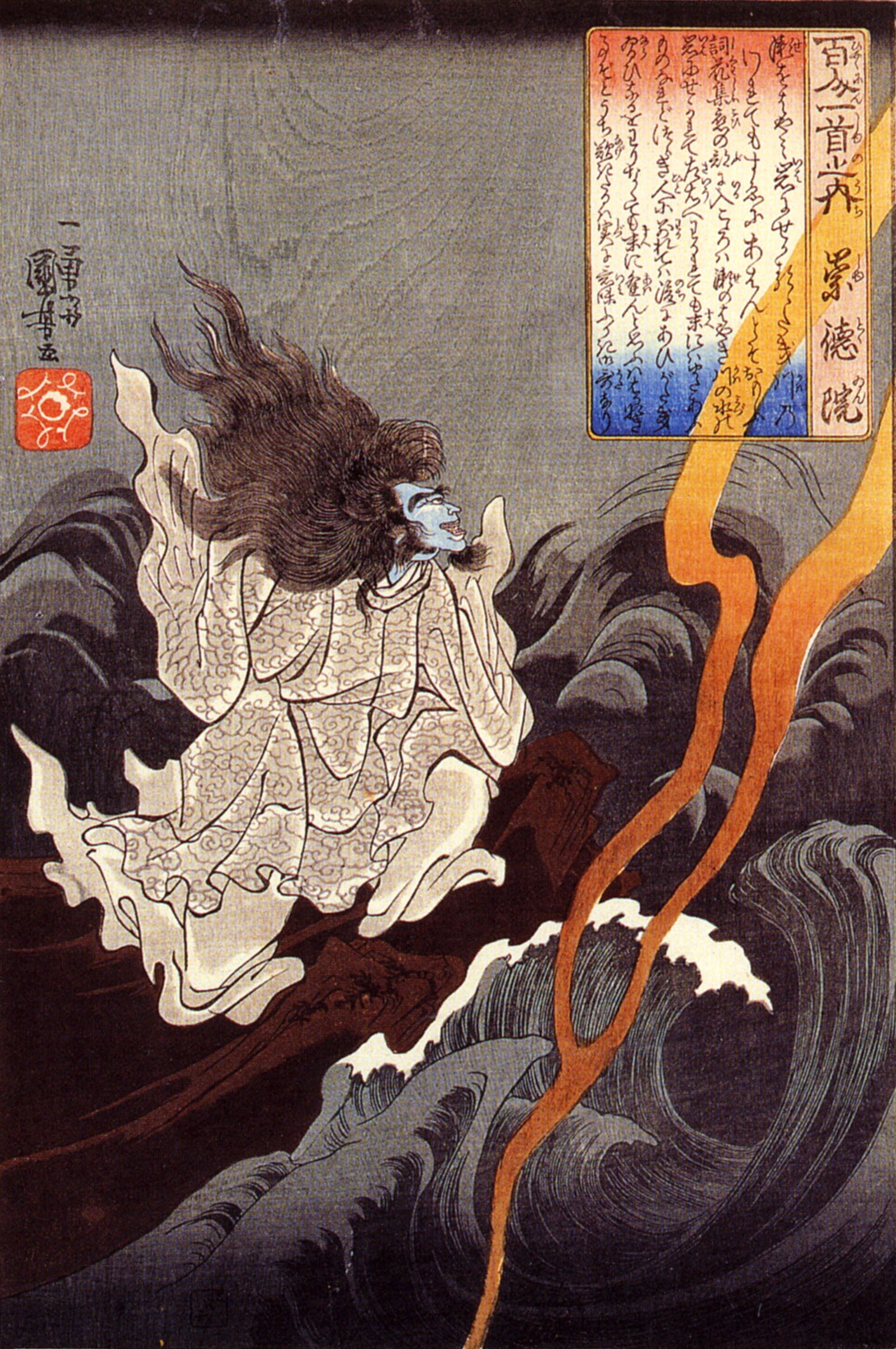
L'empereur Sutoku provoquant une tempête sur la province de Sanuki. Illustration de Utagawa Kuniyoshi.

En 1123, sous la pression de l'empereur retiré Shirakawa, l'empereur Toba abdique en faveur de son fils Akihito, âgé de 4 ans. Étant donné le jeune âge du nouvel empereur, Shirakawa peut ainsi continuer à gouverner de facto le Japon jusqu'à sa mort en 1129, Toba prenant alors le relais, et le forçant à son tour à se retirer du trône en 1142, en faveur de son demi-frère Konoe.
En 1151, Sutoku ordonne la compilation de l'anthologie de waka, Shika Wakashū.
En 1156, à la mort de Toba, une lutte pour le pouvoir survient entre Sutoku, et l'empereur en titre, Go-Shirakawa. Ce dernier emporte alors cette guerre civile, connue sous le nom de « rébellion de Hōgen », et Sutoku est exilé dans la province de Sanuki (l'actuelle préfecture de Kagawa, sur l'île de Shikoku).
Souffrant dans son exil loin de la capitale et de son Miyabi-no-sekai, le monde de l'élégance (à l'époque, l'exil est la seconde sentence la plus sévère après la peine capitale), l'ex-empereur Sutoku copie des sutras et écrit des poèmes. Sa conversion au bouddhisme allège ses souffrances et, dans un effort pour correspondre à l'idéal du Bosatsu, il se fait miséricordieux. Sutoku offre donc ses sutras à ses ennemis à la cour impériale, mais croyant à une malédiction, ils refusent ce geste de pardon. 
Parmi ses poèmes, l'un d'entre eux dit : 
Bien qu'il y ait reflet 

La Lune elle-même se reflète 

Sans y penser.

Sans penser elle aussi, l'eau 

De l'étang Horizawa.
Ce poème, d'un raffinement et d'une distinction extraordinaires, est à l'origine de l'expression « la Lune dans l'eau », d'une importance capitale dans les arts martiaux japonais. On citera notamment le Yagyū Shinkage-ryū, qui lui accorde une importance toute particulière. Bien que diverses interprétations existent selon les styles Koryu, il s'agit dans l'essence d'une métaphore sur le non-pensé, mushin, comme l'indique le texte du poème.
Après son décès, les ennemis de Sutoku se sentent coupables des souffrances qu'ils ont infligées à leur souverain, et on le croit devenu un onryō (esprit vengeur), ou encore un daitengu. On lui attribue la chute de l'influence séculière de la cour impériale et du clan Fujiwara, ainsi que la montée au pouvoir des samouraïs, en particulier le clan Minamoto de son fidèle obligé et défenseur, l'indomptable héros surhumain Chinzei Hachirō Minamoto no Tametomo, considéré comme le plus grand archer de l'histoire du Japon et le tout premier samouraï à pratiquer seppuku.
Compte tenu de sa réputation, le folklore de l'époque Edo fit de l'empereur Sutoku l'une des quatre plus grandes manifestations surnaturelles démoniaques de l'histoire du Japon, les quatre daiyōkai. Les tengu sont parfois considérés par les récits médiévaux (Heike Monogatari, Kakuichi…) comme des érudits bouddhistes ayant pêché par arrogance ; à leur mort, ils ne se réincarnent pas en humains, et car ils sont bouddhistes ne sont pas plongés en enfer, mais ils ne deviennent pas pour autant des bouddhas : leurs péchés les conduisent à devenir des tengu, vivant reclus dans les montagnes, vêtus en yamabushi. 
En conséquence de quoi, Sutoku-Tennō fut déifié dans le sanctuaire de Shiramine-jingu à Tokyo, dans l'espoir que son esprit vengeur serait apaisé (ou scellé au loin), une coutume relativement fréquente pour des officiels de haut rang victimes d'injustice flagrante et de complots de cour, tel que Sugawara no Michizane, déifié sous le nom de Tenjin, dieu de la littérature, vénéré avec ardeur par les étudiants japonais pour réussir leurs examens. L'empereur Sutoku est également adoré dans les sanctuaires Kompira (Kotohira-gū), lié au shugendō, et donc aux tengū.

## Ères de son règne
- Ère Hōan (1120-1124)
- Ère Tenji (1124-1126)
- Ère Daiji (1126-1131)
- Ère Tenshō (1131-1132)
- Ère Chōshō (1132-1135)
- Ère Hōen (1135-1141)
- Ère Eiji (1141-1142)

## Impératrice, concubines et enfants
- Fujiwara no Seishi (1121-1181), fille de Fujiwara no Tadamichi et de Fujiwara no Soshi ; entrée au Palais en 1129 ; épouse impériale 6 II 1129 ; impératrice (chugu) 1 IV 1130 ; impératrice douairière (kotaigo) 25 I 1142 ; titrée Kokamon-in 27 III 1150; nonne Shojoe 25 XI 1156 + 11 I 1182.
- Fille du bonze Shin-En, petit-fils de Fujiwara no Tsunesuke ; fille adoptive de Minamoto no Yukimune (Sanjo Genji) ; ° (1120) ; surnommée dame Hyoe no Suke, dame du Palais ; + après 1170, mère de :
  - prince Shigehito ; ° 1140 ; prince impérial 31 XII 1141 ; entré en religion 2 VIII 1156 ; + 13 II 1162.
- Une fille de Minamoto no Morotsune ; mère de
  - Prince Gensho ° ap 1140 ; + ap 1183 ; adopté par la princesse Toshi (Josaimon-In) ; bonze.